# Богате у љубави
Богате у љубави (шп. Silvana sin lana) америчка је теленовела, продукцијске куће Телемундо, снимана 2016.
У Србији је права на дистрибуцију откупила фирма Дима вижн, тренутно се од 10. октобра 2019. године емитује на локалној телевизији Клик из Ариља.

## Синопсис
Силвана Ривапаласиос де Виљасењор, познатија коа „Чивис“, елегантна је и префињена дама. У детињству је похађала елитни институт, где су професорке биле калуђерице, које су јој усадиле непоколебљиву веру, а она је покушала да је пренесе на своје три ћерке. Одмалена је уживала у луксузу, а веома млада се удала за богатог човека. Откако је изговорила судбоносно да, никад није радила, а готово све време проводила је са својим девојчицама. Године су пролазиле, а Силвана није била свесна да се њен супруг уплео у мутне послове. Морао је да побегне из земље да не би био ухапшен, а њу је оставио да се сама избори с његовим дуговима.
Дојучерашња богаташица тако је изгубила све - из луксузног дуплекса заједно с ћеркама мора да се пресели у знатно скромнији крај града. Тамо упознаје Мануела Гаљарда, првог комшију, који никад није имао новца и ради као продавац рибе на градској пијаци. Мужеван је, шармантан и све сусетке уздишу за њим. Иако је у вези са екстравагантном Стелом, на ту романсу гледа као на пролазну авантуру. Откако је осам година раније остао удовац, ниједна жена није успела да заиста освоји његово срце. Међутим, ствари се мењају кад упозна Силвану. Она осећа несавладиву привлачност према њему, али одбија да му се препусти, не желећи да буде са сиромахом који продаје рибу да би преживео. С друге стране, Мануел није очекивао да ће се заљубити, али дама из високог друштва која му стиже у суседство натераће га да схвати како судбина пуца од смеха док људи планирају свој живот...

## Глумачка постава

### Главне улоге
| Глумац:         | Улога:                       |
| --------------- | ---------------------------- |
| Марица Родригез | Силвана „Чивис“ Ривапаласиос |
| Карлос Понсе    | Мануел Гаљардо               |

### Споредне улоге
| Глумац:               | Улога:                                              |
| --------------------- | --------------------------------------------------- |
| Маримар Вега          | Стела Перез                                         |
| Адријана Бараза       | Тринидад „Трини“ Алтамирано                         |
| Марсела Гирадо        | Марија Хосе „Мајо“ Виљасењор Ривапаласиос           |
| Рикардо Абарка        | Висенте Гаљардо                                     |
| Алехандра Помалес     | Лусија „Лућа“ Гаљардо                               |
| Винсе Миранда         | Андрес Монтенегро                                   |
| Тали Гарсија          | Марија де лос Анхелес „Енџи“ Виљасењор Ривапаласиос |
| Патрисио Гаљардо      | Хорхе Гаљардо                                       |
| Бриџит Босо           | Марија Гуадалупе „Лупита“ Виљасењор Ривапаласиос    |
| Сантијаго Торес       | Педро „Педрито“ Гаљардо                             |
| Роберто Ескобар       | Антонио Хосе Виљасењор                              |
| Саманта Дагнино       | Маргарита Ернандез                                  |
| Хавијер Валкарсел     | Доминго „Доминге“ Гомез                             |
| Раури Роландер        | Алфредо „Пончо“ Арчундија                           |
| Ана Каролина Грахалес | Алехандра                                           |
| Марта Пабон           | Леона Монтенегро                                    |
| Едуардо Ибарола       | Дон Бенито де Мендоза                               |
| Анастасија Мазоне     | Каталина „Ката“ Ернандез Понс                       |
| Франциско Медина      | Мауро                                               |
| Анилули Муњекас       | Џенифер                                             |